# Crundale
Crundale is een civil parish in het bestuurlijke gebied Ashford, in het Engelse graafschap Kent met 186 inwoners.